# ثيوفيلوس (مطران سائر أمريكا وكندا)
ثيوفيلوس، واسمه العلماني فيودور نيكولايفيتش باشكوفسكي، (بالأوكرانية: Феодор Миколайович Пашковський، بالروسية: Фёдор Николаевич Пашковский، بالإنجليزية: Feodor Nikolaevich Pashkovsky)؛ (6 فبراير 1874 في كييف، الإمبراطورية الروسية (الآن أوكرانيا) – 27 يونيو 1950 في سان فرانسيسكو، الولايات المتحدة) كان أسقف شيكاغو بين 3 ديسمبر 1922 و20 نوفمبر 1934، ثم رئيس أساقفة لسان فرانسيسكو ومطرانا لسائر أمريكا وكندا بين 20 نوفمبر 1934 وحتى 27 يونيو 1950 تاريخ وفاته.
ولد باسم ثيودور باشكوفسكي في مقاطعة كييف الخاضعة للإمبراطورية الروسية يوم 6 فبراير 1874 في عائلة كان ربها كاهنا. التحق بالمدرسة الإعدادية لأكاديمية كييف اللاهوتية واعتبره أساتذته طالبا منضبطا وجادا. كانت إصابته بعدوى في عظامه في شبابه، عاملا أثر في حياته المهنية المستقبلية؛ فبعد أن اعتقد الأطباء أن العدوى التي أصيب بها غير قابلة للشفاء، مثلت صلاة الكاهن الشهير آنذاك يوحنا كرونشتادت أثناء زيارته للمدرسة، كسرا لكلامهم؛ حيث أن ثيودور شفي شفاء كاملا على إثرها. وقطعا لنذره، التحق بالأكاديمية.

## الخدمة والكهنوت
في أواخر عام 1894، عين ثيودور سكرتيرا لإدارة البعثة الأرثوذكسية إلى أمريكا بعد إذ دعي من قبل نيقولا أسقف أمريكا الشمالية آنذاك. بعد وصوله إلى سان فرانسيسكو بفترة وجيزة، التقى بإيلا، ابنة الأب سيباستيان دابوفيتش (القديس الصربي لاحقا) وتزوجها.
في 4 ديسمبر 1897، تم تعيينه كاهنا بعد إذ كان شماسا. وفي 20 يونيو 1900، أنجبت زوجته ابنا، هو العقيد في الحرب العالمية الثانية بوريس باش، رئيس مهمة ألسوس في إطار مشروع مانهاتن وضابط الاتصال الخارجي تحت قيادة الجنرال دوغلاس مك آرثر في خضم المفاوضات حول مستقبل الكنيسة اليابانية الأرثوذكسية في الفترة الممتدة بين 1945 و1947.
لما عاد تيخون بطريرك موسكو (والذي كان رئيس أساقفة أمريكا آنذاك) إلى روسيا عام 1906، رافقه ثيودور مع عائلته وعمل في إدارة أبرشية وارسو وفيلنا. وخلال الحرب العالمية الأولى، عمل ثيودور في برنامج إغاثة الجياع في جمعية الشبان المسيحيين على ضفاف نهر الفولغا. وفي عام 1917 توفيت زوجته.
عندما سيطرت أيادي النظام البلشفي على الكنيسة الروسية، التقى بصفة مكثفة مع البطريرك تيخون الذي ائتمنه على مستقبل أبرشية أمريكا الشمالية. وخلال هذه الاجتماعات، أعرب البطريرك تيخون عن رغبته في تعيين ثيودور أسقفا. عاد هذا الأخير إلى الولايات المتحدة في عام 1922، وسرعان ما ترهبن باسم ثيوفيلوس. ثم تحت إشراف السينودس المقدس، عين ثيوفيليوس أسقفا على شيكاغو في 3 ديسمبر 1922.
ظل ثيوفيلوس في شيكاغو حتى سنة 1931، إذ انتقل إلى سان فرانسيسكو صائرا أسقفا لها.
في 20 نوفمبر 1934، وبعد وفاة المطران بلاتون، تم انتخاب ثيوفيليوس بالإجماع مطرانا جديدا على أمريكا في المجمع الذي عقد في كليفلاند، أوهايو.

## الوفاة
رقد ثيوفيلوس في الرب يوم 27 يونيو 1950 في مدينة سان فرانسيسكو أين كان يقيم.

## وصلات خارجية
ثيوفيلوس مطران سائر أمريكا وكندا